# آنتونی شر
آنتونی شر (انگلیسی: Antony Sher؛ زادهٔ ۱۴ ژوئن ۱۹۴۹ – درگذشتهٔ ٢ دسامبر ۲۰۲۱) هنرپیشه، رمان‌نویس، نمایش‌نامه‌نویس و فیلم‌نامه‌نویس اهل انگلستان بود.
از فیلم‌هایی که وی در آن نقش داشته‌است، می‌توان به شکسپیر عاشق، مرد گرگ‌نما، سوپرمن ۲، اریک وایکینگ، محاکمه خدا، چرچیل: سال‌های هالیوود و خانم براون اشاره کرد.
همچنین برندهٔ جوایزی همچون جایزه لارنس الیویه و جایزه انجمن بازیگران فیلم شده‌است.
شر در دوم دسامبر ۲۰۲۱ براثر سرطان درگذشت. 